# Jouy-aux-Arches
Jouy-aux-Arches (Duits: Gaudach)  is een gemeente in het Franse departement Moselle (regio Grand Est). De plaats maakt deel uit van het arrondissement Metz. Jouy-aux-Arches telde op 1 januari 2022 1.431 inwoners.

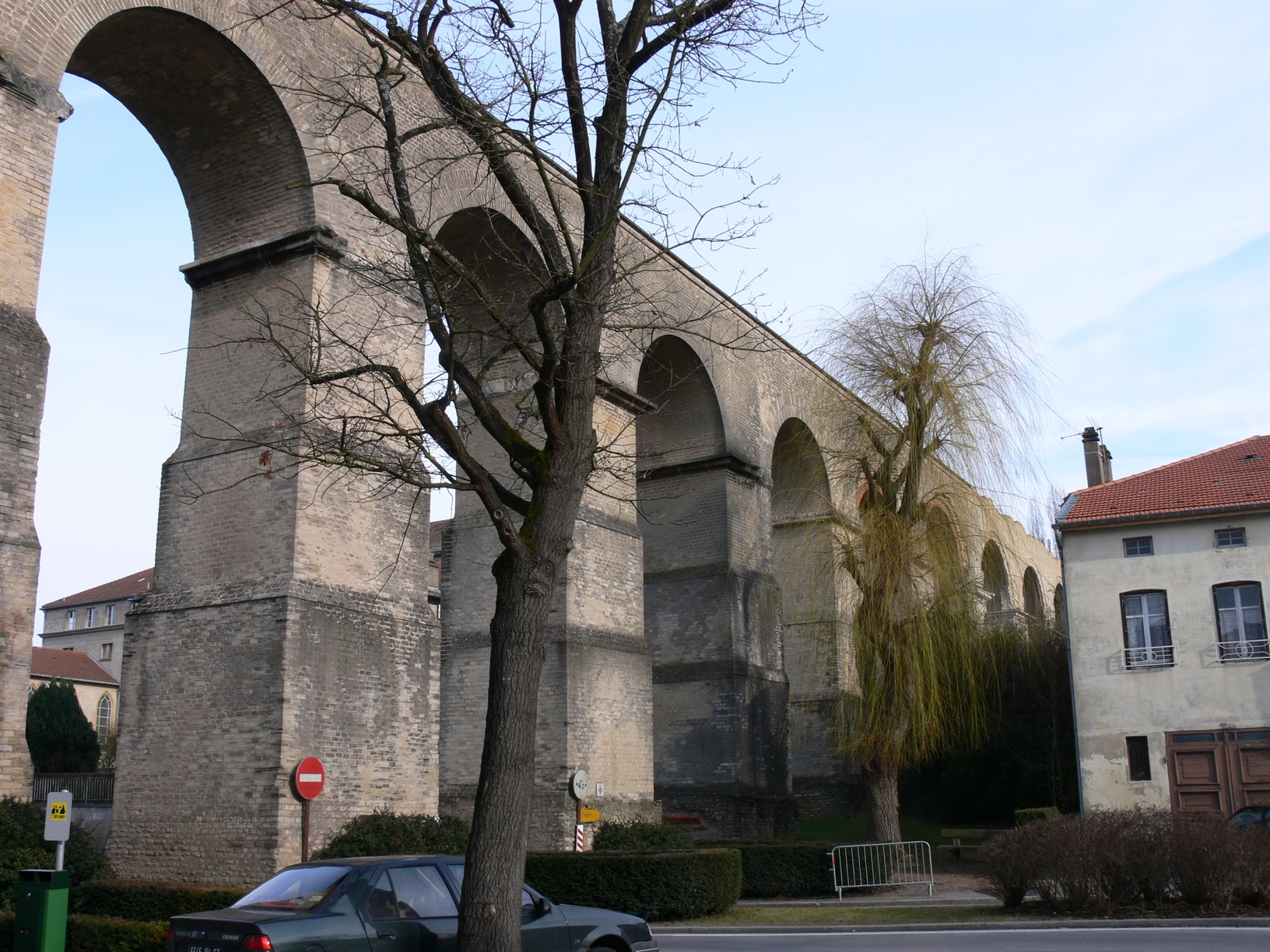
Romeins aquaduct

## Geografie
De oppervlakte van Jouy-aux-Arches bedroeg op 1 januari 2022 6,01 vierkante kilometer; de bevolkingsdichtheid was toen 238,1 inwoners per km². De plaats ligt aan de Moezel.

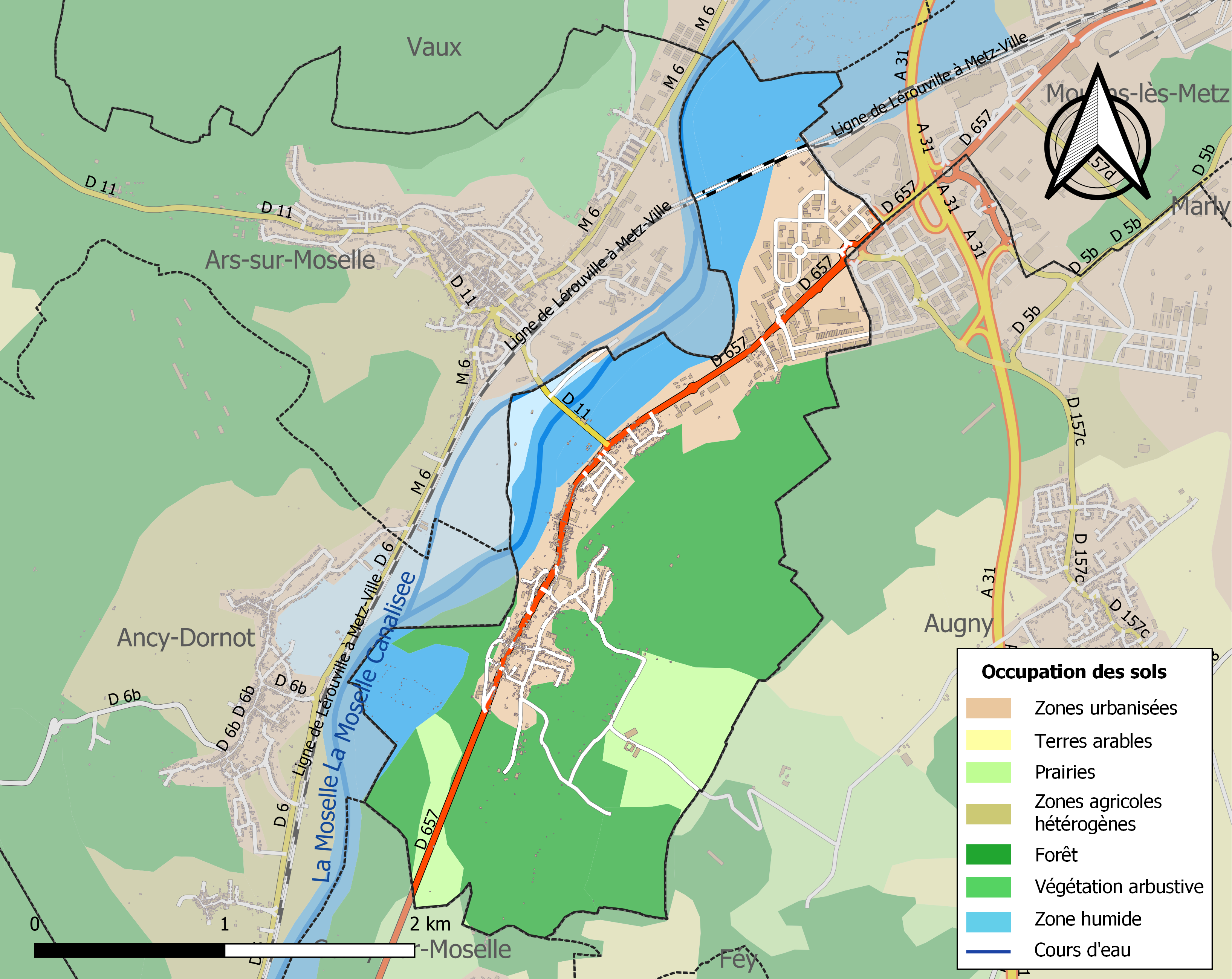
Kaart van de gemeente met de belangrijkste infrastructuur, bodemgebruik en omliggende gemeenten

## Demografie
Onderstaande figuur toont het verloop van het inwonertal (bron: INSEE-tellingen).